# Tango in the Night (video)
Tango in the Night è un video del gruppo rock anglo-statunitense Fleetwood Mac. Venne pubblicato in videocassetta nel 1988 e successivamente in DVD. Contiene il concerto live registrato a San Francisco al Cow Palace il 12 e 13 dicembre 1987, durante il tour che porta il nome dell'album uscito qualche mese prima. Ben due chitarristi (Billy Burnette e Rick Vito) furono scritturati e aggregati al gruppo per sostituire l'uscente Lindsey Buckingham.

## Tracce
1. The chain           (a quattro voci)
2. Everywhere          (voce di C. McVie)
3. Dreams              (voce di S. Nicks)
4. Seven wonders       (voce di S. Nicks)
5. Isn't it midnight   (voce di C. McVie)
6. World turning       (voci di C. McVie e B. Burnette) (intermezzo istrionico sul palco di Mick Fleetwood)
7. Little lies         (voce di C. McVie)
8. Oh well             (voce di B. Burnette)
9. Gold dust woman     (voce di S. Nicks)
10. Another woman       (voce di R. Vito)
11. Standback           (voce di S. Nicks)  (brano tratto da un album solista di Stevie Nicks)
12. Songbird            (voce di C. McVie)
13. Don't stop          (voci di C. McVie e B. Burnette) (sui titoli di coda)

## Formazione
- Mick Fleetwood: batteria
- John McVie: basso
- Christine McVie: voce, tastiere
- Stevie Nicks: voce
- Billy Burnette: voce, chitarra
- Rick Vito: voce, chitarra
- Sharon Celani: cori
- Lori Perry: cori
- Eliscia Wright: cori
- Asante: percussioni